# August Wilhelm Bach
August Wilhelm Bach (Berlino, 4 ottobre 1796 – Berlino, 15 aprile 1869) è stato un organista e compositore tedesco.

## Biografia
Studiò con suo padre, Gottfried, così come con Carl Friedrich Zelter e Ludwig Berger. Nel 1832, successe a Zelter come direttore del Royal Institute of Church Music di Berlino. Insegnò all'Accademia delle arti di Prussia. Le sue composizioni consistono in gran parte di opere sacre e opere per tastiera.